# Abdul-Wahab Abu Al-Hail
Abdul-Wahab Abu Al-Hail Labid (en arabe : عبدالوهاب ابولهیل لابد) est un footballeur irakien né le 21 septembre 1976, qui joue au poste de milieu. Il est international irakien.

## Statistiques

### En club
| Saison    | Club            | Pays | Championnat     | Championnat | Championnat |
| Saison    | Club            | Pays | Division        | Matchs      | Buts        |
| --------- | --------------- | ---- | --------------- | ----------- | ----------- |
| 2003-2004 | Esteghlal Ahvaz | Iran | Iran Pro League | 21          | 2           |
| 2004-2005 | Esteghlal Ahvaz | Iran | Iran Pro League | 23          | 0           |
| 2005-2006 | Esteghlal Ahvaz | Iran | Iran Pro League | 25          | 1           |
| 2006-2007 | Sepahan Ispahan | Iran | Iran Pro League | 29          | 4           |
| 2007-2008 | Sepahan Ispahan | Iran | Iran Pro League | 31          | 5           |
| 2008-2009 | Sepahan Ispahan | Iran | Iran Pro League | 28          | 0           |
| 2009-2010 | Foolad Ahvaz    | Iran | Iran Pro League | 7           | 0           |

## Palmarès

### En club
- Avec Talaba SC :
  - Champion d'Irak en 1993.

- Avec Sepahan Ispahan :
  - Vainqueur de la Coupe d'Iran en 2007.

### En sélection
- Avec l'équipe d'Irak :
  - Champion d'Asie de l'Ouest en 2002.